# Ranatra brevicollis
Ranatra brevicollis är en insektsart som beskrevs av F. Jules Montandon 1910. Ranatra brevicollis ingår i släktet Ranatra och familjen vattenskorpioner. Inga underarter finns listade i Catalogue of Life.